# Генерално губернаторство
Генералното губернаторство (на немски: Generalgouvernement) е германска окупационна зона в Полша, съществувала между 1939 и 1945 година.
Създадено след германско-съветското нападение срещу Полша в началото на Втората световна война, то заменя съществувалата само няколко седмици германска Военна администрация в Полша и първоначално обхваща частта от Полша, която е окупирана от Германия, но не е пряко анексирана към нейната територия. След началото на войната между Германия и Съветския съюз през 1941 година към Генералното губернаторство са присъединени и части от дотогавашната съветска окупационна зона. Генералното губернаторство е ликвидирано със съветско-полското настъпление в началото на 1945 година, след което територията му е разделена между Полша и Съветския съюз.